# Clonové číslo
Clonové číslo ({\displaystyle \kappa \,}) je poměr ohniskové vzdálenosti ({\displaystyle f\,}) optické soustavy a průměru ({\displaystyle D\,}) vstupní čočky.
Matematické vyjádření:
{\displaystyle \kappa ={\frac {f}{D}}}

## Hodnoty clonového čísla

Zvětšování clonového čísla zmenšováním průměru vstupní čočky prostřednictvím irisové clony.

Filmové či fotografické objektivy umožňují měnit clonové číslo objektivu prostřednictvím clony, která zmenšuje efektivní průměr vstupní čočky. Údaj o světelnosti objektivu potom určuje, jaké nejnižší clonové číslo se dá na objektivu nastavit.
Typické hodnoty clonového čísla fotografických objektivů jsou u maloformátových fotoaparátů od 1,4 do 5,6 a u běžných formátů od 4,5–5,6 do 16–22 a u objektivů pro velkoformátové fotoaparáty do 46–64.
Při dané ohniskové vzdálenosti, nízké clonové číslo znamená větší světelný tok vnikající do objektivu, což umožňuje velmi krátký expoziční čas na úkor nízké hloubce ostrosti. Naopak, vyšší clonové číslo znamená menší světelný tok, což si vyžaduje vyšší citlivost filmu (nebo nastavení vyšší citlivosti (ISO) u digitální fotoaparátů) a/nebo delší expoziční čas, zvyšuje však hloubku ostrosti.

## Clonová řada

Clonová řada s odpovídajícími clonovými otvory.

Clona mění clonové číslo objektivu na hodnoty, které když se seřadí za sebou, vytváří takzvanou clonovou řadu.
V minulosti se variabilní clony objektivu označovaly celočíselnou hodnotou clonového čísla, i když bylo možné clonu zvětšovat nebo zmenšovat plynule. Pozdější objektivy měly proto stupnici rozdělenou podrobněji s označením polovičních či třetinových intervalů. Clony moderních elektronických objektivů se nastavují interně v intervalech například 1/8, i když ovládání fotoaparátu umožňuje nastavení v intervalech po 1/3. Clona se potom nastaví na hodnotu nejbližší třetinovému intervalu.
V běžných fotografických objektivech se clonové číslo mění v (geometrické) řadě, ve které je každý následující člen {\displaystyle {\sqrt {2}}}-násobně větší než předcházející, takže poměr světelného toku mezi dvěma sousedními clonovými čísly je dvojnásobný, respektive poloviční (tj. odpovídá 1 EV – jednomu expozičnímu stupni):
1; 1,4; 2; 2,8; 4; 5,6; 8; 11; 16; 22 atd.